# Disco de Sabu
Se denomina disco de Sabu a un objeto del Antiguo Egipto (1. Dinastía, alrededor del 3000 al 2800 a. C.) encontrado en 1936 en la mastaba S3111 al norte de la necrópolis de Saqqara. Se trata de la tumba del antiguo funcionario egipcio Sabu, cuyo nombre lleva el objeto. La función y el significado del recipiente de piedra natural cuidadosamente elaborado aún no están claros.

## Descripción, historia de su descubrimiento y clasificación.
El artefacto, hecho de «pizarra» (un antiguo nombre común en egiptología para limolita débilmente metamórfica), tiene la forma de un cuenco poco profundo de 61 centímetros de diámetro y una altura máxima de 10,6 cm. En el centro tiene un agujero con un diámetro de unos 8 cm, que está provisto de un casquillo, cuya altura corresponde aproximadamente a la profundidad del cuenco. Desde el borde exterior, ligeramente elevadas, tres «alas» o «lóbulos» se pliegan hacia adentro de manera rotacionalmente simétrica hacia el orificio central, por lo que el borde exterior se conserva en forma de arcos estrechos que conectan las partes desplegadas entre sí. Visto desde arriba, parece un volante de tres radios muy anchos.
La tumba de Sabu fue encontrada el 19 de enero de 1936 por el arqueólogo británico Walter Bryan Emery. Es una tumba en forma de mastaba, que consta de un total de siete cámaras. En la «sala E», la cámara funeraria central, se encontró el «disco de Sabu» en una posición central justo al lado del esqueleto de Sabu, que originalmente estaba enterrado en un ataúd de madera. El objeto de pizarra se rompió en varios fragmentos y luego se restauró. Actualmente se encuentra en exhibición en una vitrina en la sala 43 del Museo Egipcio de El Cairo con el número de inventario JE 71295. Una copia del artefacto se exhibe en el Pabellón de Oriente del Parque Jungfrau fundado por Erich von Däniken.

Dibujo y corte del disco de Sabu

Hallazgos de cuencos de piedra grandes y llanos de las 1.ª a la 3.ª dinastía no son infrecuentes. En este período del Antiguo Egipto, la fabricación de objetos de piedra alcanzó su apogeo, y varios objetos de pizarra de muy alta calidad de origen similar salieron a la luz en Saqqara. Sin embargo, con su llamativo diseño, el «disco de Sabu» es considerado una pieza única en la egiptología.

## Interpretación
El descubridor, Walter Bryan Emery, interpretó cautelosamente el artefacto como una vasija colocada sobre un soporte debido al agujero central, pero no se encontraron restos de la misma. Sin embargo, debe tenerse en cuenta que la mastaba S3111 no estaba intacta cuando Emery la descubrió, sino que, como muchas otras tumbas del antiguo Egipto, había sido saqueada por ladrones de tumbas siglos antes. Dado que la fabricación de un objeto de metal con la forma del «disco de Sabu» sería simple, pero muy laboriosa si estuviera hecha de roca que se astilla fácilmente, se ha sugerido que un objeto de metal puede haber sido imitado en esquisto.
Los primeros relatos del descubrimiento denominaron el hallazgo como un «recipiente misterioso» y especularon que podría haber sido una «lámpara gigante». En publicaciones populares y no científicas, se cita a un ingeniero inglés llamado William Kay que desarrolló más esta tesis (sin especificar dónde se dice que se publicó). Según él, el cuenco se usaba en actos rituales como una lámpara de aceite de tres llamas y se colocaba en un soporte realizado para este propósito. Otra hipótesis es que la concha solo podría haber sido utilizada con fines decorativos debido a su fragilidad.
En egiptología, aparte de las breves menciones mencionadas, no hubo una discusión extensa sobre el «disco de Sabu» y su función, a diferencia de la preastronáutica. Sus seguidores quieren ver el llamado artefacto fuera de lugar en el objeto, es decir, un objeto que se encontró en un lugar al que «no pertenece». Según esta teoría, la importancia del objeto se puede reconocer no solo por su singularidad formal sino también por el hecho de que el disco y no los huesos del difunto se colocaron en el centro de la cámara funeraria. Además, su apariencia es similar al símbolo de la radiactividad. Klaus Aschenbrenner quiere ver en el objeto, que «recuerda las palas de la hélice de un barco», una componente de una unidad de propulsión. Según sus declaraciones, debería ser un volante, una hélice de avión o de un barco. Zecharia Sitchin cree que es un volante para una batería inercial.
En el centro de investigación de la empresa Airbus se hicieron copias del «disco de Sabu» con la ayuda de una impresora 3D y se examinaron las propiedades físicas de la forma. Básicamente, las copias mostraban propiedades aerodinámicas, por lo que también podían usarse como discos arrojadizos. Sin embargo, debido a su simetría radial (o no quiralidad), se descarta su uso como hélice o turbina. También se demostró que el «disco Sabu» podría usarse como lámpara de aceite.